# Michael Sanderling

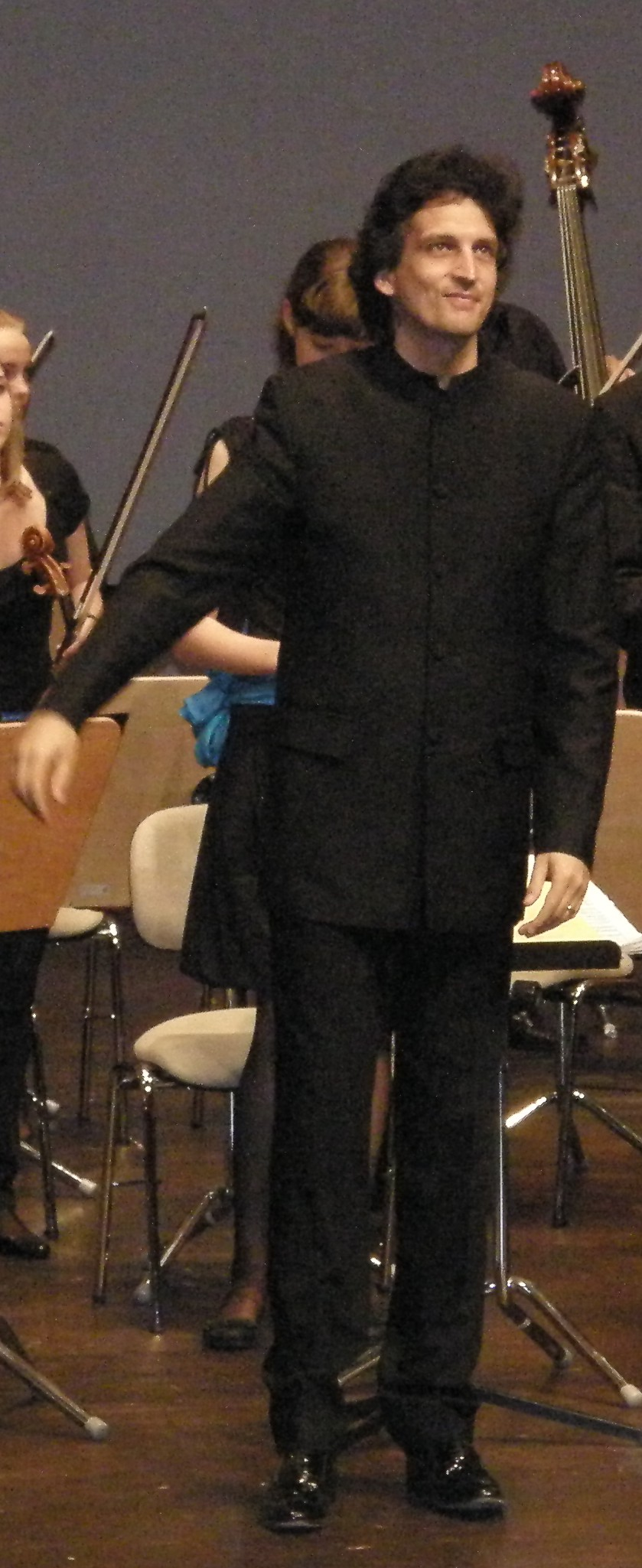
Michael Sanderling, 2011.

Michael Sanderling (Berlín, 21 de febrero de 1967) es un director de orquesta y violonchelista alemán. Actualmente es el director de la Orquesta Filarmónica de Dresde

## Trayectoria
Michael Sanderling pertenece a una renombrada estirpe musical, y es el hijo más joven de Kurt Sanderling. Michael cursó estudios de violonchelo con William Pleeth y Joseph Schwab en la Escuela Superior de Música "Hanns Eisler" de Berlín.

### Como instrumentista
En 1987 obtuvo el Primer Premio en el Concurso Internacional de Música Maria Canals de Barcelona. Al finalizar sus estudios fue violonchelista solista de la Orquesta del Gewandhaus de Leipzig desde 1988 hasta 1992 y después violonchelista solista (invitado) de la Orquesta Sinfónica de la Radio de Berlín.
Como solista actuó entre otros con la Orquesta Sinfónica de la Radio de Baviera de Múnich, la Orquesta Sinfónica Alemana de Berlín, la Orquesta Sinfónica de la Radio de Berlín, Orquesta de París, Orquesta de la Tonhalle de Zúrich, Orquesta Sinfónica de Viena, Orquesta Filarmónica de Los Ángeles y la Orquesta Sinfónica de Boston.
Como músico de cámara actúa en trío con Julia Fischer y Martin Helmchen así como con el Trío Ex Aequo (1988-1996). Desde 1998 Michael Sanderling ocupa una cátedra de profesor de violonchelo en la Escuela Superior de Música y Artes Interpretativas de Frankfurt / Main. Esta ocupación fue precedida por sendas actividades como docente en la Escuela Superior de Música “Hanns Eisler” de Berlín (1994-1998) y en el Conservatorio de Berna (2000-2004).

### Como director de orquesta
Michael Sanderling realizó su primer concierto como director de orquesta el día 22 de noviembre de 2001 con la Orquesta de Cámara de Berlín en la Filarmonía de Berlín. Desde entonces su dedicación a la dirección orquestal ha ido en aumento. Desde 2003 es el director principal de la Deutsche Streicherphilharmonie (Orquesta Filarmónica de Cuerda Alemana) y desde 2004 también es el primer director de la Orquesta de Cámara de Berlín. Además fue nombrado director principal y artístico de la Kammerakademie Potsdam en 2006.
Hasta este momento Michael Sanderling ha recibido invitaciones para dirigir las siguientes orquestas: Orquesta Filarmónica de Holanda, Ámsterdam (2010), Orquesta Sinfónica de la Radio de Berlín (2006, 2007, 2008, 2009), Sächsische Staatskapelle Dresden (2008), Filarmónica de Dresde (2006, 2008, 2010), Filarmónica de Dortmund (2009), Orquesta Filarmónica de Frankfurt/O. (2005, 2006, 2007, 2008), Filarmónica de la Radio NDR de Hannover (2009), Orquesta Sinfónica de la Radio de Leipzig (2007, 2008, 2009, 2010), Orquesta Filarmónica China, Pekín (2007, 2009), Orquesta Filarmónica de la Radio Alemana, Saarbrücken (2007, 2008, 2009, 2010), Orquesta Estatal del Sarre de Saarbrücken (2008), Orquesta Sinfónica de Taipéi (2007, 2009), Staatskapelle Weimar (2007), Orquesta de la Tonhalle de Zürich (2008) y otras.

## Discografía
Como director
- 2008 - Sony (Shostakovich, Kammerakademie Potsdam)
- 2010 - Genuin classics (Chaikovski/Bartók, Deutsche Streicherphilharmonie)
- 2011 - BIS (Daniel Schnyder, Berlin Radio Symphony Orchestra)
- CPO, Berlin Classics, Naxos